# Pawn
Pawn (прежнее название — Small) — простой, типизированный 32-битный скриптовый язык программирования с синтаксисом, подобным языку Си. Компилятор генерирует P-код (или байт-код), запускаемый на абстрактной машине. Файлы исходного кода Pawn имеют расширение .pwn; скомпилированные и готовые к исполнению — .amx. Популярный язык программирования для игровых серверов Grand Theft Auto: San Andreas Multiplayer (GTA SA-MP) и Counter-Strike 1.6. Имеет необычный компилятор, а также редактор кода — Pawno.

## История языка
Введение в язык Pawn и в понятие абстрактной машины было описано как перспектива программистов, и опубликовано в журнале доктора Добба в октябре 1999 года. Язык был разработан для начинающих программистов, которые допускали множество ошибок, связанных с освобождением памяти компьютера.
Основой для Pawn был взят язык Си. Целью разработчиков было упростить и изменить язык Си таким образом, чтобы синтаксис языка позволял избегать или обходить те ошибки, которые допускают неопытные программисты. Выбор языка Си определило то, что этот язык в тот момент достиг максимума своего развития и был довольно популярен.

## Особенности языка
- Pawn — это Си-подобный скриптовый язык.
- Можно подключать файлы (#include).
- Pawn — это скриптовый язык с компилятором, который выполняет статические проверки, и с абстрактной машиной[англ.], которая (статически) выполняет верификацию P-кода и динамическую проверку.
- С целью портирования, Pawn был написан на ANSI C.
- Pawn поддерживает Unicode/UCS-4 и UTF-8, а также кодовые страницы. Компилятор может преобразовать введённый исходный код в особую кодовую страницу Unicode; он также поддерживает файлы исходного кода в кодировке UTF-8.
- Он был установлен на микроконтроллеры Atmel ATmega128, Philips LPC2138 и LPC2106 (ядро ARM7TDMI с 32 КБ ОЗУ), а также на Texas Instrument MSP430F1611 (ядро MSP430 с 10 КБ оперативной памяти и 48 КБ Flash ROM). Pawn позволяет запускать большие скрипты с небольшим объёмом памяти.
- Документирование исходного кода может быть сделано с помощью «комментариев документации»; компилятор Pawn извлекает эти комментарии, объединяет их с информацией из исходного кода и записывает в XML-файл, который можно просмотреть (и распечатать) с помощью веб-браузера.
- Pawn поддерживает состояния и автоматы, включая переменные локальных состояний.
- Особенность Pawn заключается в его простоте и интуитивности. Синтаксис языка очень похож на C/C++, поэтому программисты, знакомые с этими языками, смогут быстро освоить Pawn. Кроме того, в Pawn есть множество встроенных функций, которые упрощают разработку и позволяют быстро достичь нужного функционала. Он предоставляет разработчикам возможность создавать и управлять внутриигровыми сценариями, добавлять новые возможности и изменять поведение игры.

## Типы данных
В языке Pawn существует 4 типа данных:
- Целые числа, Integer (при объявлении переменной тип данных указывать не требуется, new Переменная;)
- Числа с плавающей точкой (new Float:Переменная;)
- Логический тип, булев или Boolean (new bool:Переменная;)
- Символ

## Примеры кода
«Hello World» выглядит почти так же, как и в Си:
```
main
()

{

    
print
(
"Hello World!"
);

}

```

Пример создания и использования массива для целочисленных значений:
```
#include
 
<core>

main
()
 

{

    
new
 
array
[
4
];
 
// Инициализация массива с 4 элементами

    
array
[
0
]
 
=
 
43
;
 
// Изменение значения элемента с индексом 0

    
array
[
1
]
 
=
 
10
;
 
// Изменение значения элемента с индексом 1

    
array
[
2
]
 
=
 
799
;
 
// Изменение значения элемента с индексом 2

    
array
[
3
]
 
=
 
121332
;
 
// Изменение значения элемента с индексом 3

    
return
 
1
;
 
// Возвращает 1

}

```

Пример цикла и оператора if-else:
```
#include
 
<core>

main
()
 

{

    
for
(
new
 
i
 
=
 
0
;
 
i
 
<
 
10
;
 
i
++
)

    
{

        
if
 
(
i
 
!=
 
9
)
 

            
printf
(
"%d"
,
 
i
);

        
else

            
print
(
"девять"
);

    
}

    

    
return
 
1
;
 
// Возвращает 1

}

```

Пример использования переменных:
```
#include
 
<core>

main
()
 

{

    
new
 
a
 
=
 
3
;

    
new
 
b
 
=
 
1
;

    
printf
(
"А равно = %d, а Б = %d"
,
 
a
,
 
b
);
 
// При старте будет писать: А равно = 3, а Б = 1.

    

    
return
 
1
;
 
// Возвращает 1

}

```

Пример использования операторов выражения:
```
#include
 
<core>

main
()
 

{

    
new
 
a
 
=
 
1
;

    
new
 
b
 
=
 
2
;

    
new
 
c
 
=
 
3
;

    
if
(
a
 
<
 
b
)

        
print
(
"A меньше B"
);
 
// При старте будет писать: A меньше B

    
if
(
c
 
!=
 
a
)

        
print
(
"C не равняется A"
);
 
// При старте будет писать: C не равняется A

    
if
(
a
 
==
 
1
 
&&
 
a
 
!=
 
b
)

        
print
(
"A равняется 1 и не равняется B"
);
 
// При старте будет писать: A равняется 1 и не равняется B

    
if
(
b
 
==
 
2
 
||
 
c
 
==
 
3
)

        
print
(
"B равняется 2 или C равняется 3"
);
 
// При старте будет писать: B равняется 2 или C равняется 3

    

    
return
 
1
;
 
// Возвращает 1

}

```

## Применение языка
Некоторые примеры использования языка Pawn:
- Grand Theft Auto: San Andreas Multiplayer — для написания игровых режимов/сценариев, использующих API, для собственных серверов популярного неофициального мультиплеера San Andreas Multiplayer игры Grand Theft Auto: San Andreas.
- AmxModX[5] — в написании плагинов для AmxModX, которые позволяют выполнять сценарии на серверах игр на движке GoldSrc. Самыми популярными являются применения в играх Half-life и Counter-Strike
- SourceMod — в написании плагинов для модулей SourceMod, которые позволяют выполнять сценарии на серверах игр Half-Life 2: Deathmatch, Counter-Strike: Source и других игр на движке Source.
- WOWCube — написание прикладных игр для этой игровой консоли, и его эмулятора[6].